# EatニュースBOX WIDE
『eat News BOX WIDE』（イート・ニュース・ボックス・ワイド）は、2009年4月10日から2011年9月30日まで愛媛朝日テレビで毎週金曜 16:53 - 19:00に放送されていたローカルワイド番組および夕方のローカルニュースワイド番組。
『eat News BOX』を基本としながらも、金曜日のみローカル放送枠を拡大するのに伴い、金曜日のみタイトルに「WIDE」を追加した。これにより、金曜日のみではあるが、愛媛朝日テレビも夕方5時台のローカルワイドに本格参入した。16:53 - 17:54を第1部、18:17 - 18:55を第2部、18:55 - 19:00を第3部とする3部構成の番組で、第1部と第2部の間の時間帯にはテレビ朝日の『ANNスーパーJチャンネル』が放送されていた。2011年4月4日から9月30日までの間は、時間枠が拡大されない月曜 - 木曜 18:17 - 18:55も「 - WIDE」のタイトルで放送されていた。
2011年10月3日に後番組『スーパーJチャンネルえひめ』の放送が開始されたことにより、愛媛朝日テレビ開局以来、局名の大文字小文字変更や「ニュース」を「News」に変更するなどの小変更を経ながらも放送され続けてきた『eat News BOX』としての放送は終了した。

## 歴代出演者

### 2011年3月まで
- 大澤やすのり（eatアナウンサー）
- 市脇康平（eatアナウンサー）

### 2011年4月以降
- 市脇康平（eatアナウンサー）
- 五月女結（当時eatアナウンサー）
- 津村研太（気象予報士）
- やのひろみ（タレント・ディスクジョッキー）

## 参考
- eat 愛媛朝日テレビ アナウンサールーム

| 愛媛朝日テレビ (ANN) 夕方のeatニュース | 愛媛朝日テレビ (ANN) 夕方のeatニュース | 愛媛朝日テレビ (ANN) 夕方のeatニュース |
| 前番組                                 | 番組名                                 | 次番組                                 |
| -------------------------------------- | -------------------------------------- | -------------------------------------- |
| eat News BOX                           | eat News BOX WIDE                      | スーパーJチャンネルえひめ              |